# Otto Hirschfeld
Heinrich Otto Hirschfeld (16. marts 1843 i Königsberg - 27. marts 1922) var en tysk oldtidshistoriker og epigraf.

## Profesorater
Hirschfeld blev 1872 professor i Prag, 1876 i Wien og 1885 i Berlin. Han afgik som professor 1917.

## Udgivelser og arbejder
Hirschfeld(s)
- var siden Mommsens død i 1903 leder af udgivelsen af Corpus Inscriptionum Latinarum.
- arbejder angår mest romersk epigrafik og antikviteter.
- hovedværk er Untersuchungen auf dem Gebiete der römischen Verwaltungsgeschichte (2. udgave 1905).
- har som medarbejder ved Corpus inscriptionum Latinarum udgivet største parten af Frankrigs latinske indskrifter, hvortil slutter sig hans
Gallische Studien (1883—84).
- talrige mindre afhandlinger er samlede i Kleine Schriften (1913).